# Neogonus emgei
Neogonus emgei is een keversoort uit de familie zwamspartelkevers (Melandryidae). De wetenschappelijke naam van de soort werd in 1884 gepubliceerd door Edmund Reitter.